# Palhaço Pimentinha
Walter Seyssel, mais conhecido pelo nome artístico Pimentinha (Juiz de Fora, 16 de junho de 1926 — Itu, 17 de julho de 1992) foi um ator e palhaço brasileiro.

## Biografia
Walter Seyssel foi irmão do famoso palhaço Arrelia,  Waldemar Seyssel e pai de Paulo Seyssel que foi um dos intérpretes do Bozo. Foi casado com a artista circense e apresentadora da TV Record nos anos 50 e 60 Amélia Rocha Seyssel, cujo nome de solteira é Amélia de Oliveira Rocha, nome que voltou a utilizar após a separação do casal em 1967. Membro de uma das famílias mais tradicionais do mundo do circo brasileiro, os "Seyssel", entrou pela primeira vez no picadeiro, aos 2 anos de idade. Trabalhou com o seu tio Arrelia nos anos 50, primeiro na TV Paulista e depois foi para a TV Record no "Cirquinho do Arrelia". Pimentinha era caracterizado como Clown, o palhaço que pinta o rosto inteiro de branco e utiliza um chapeu em forma de cone na cabeça. Em 1975, fez o filme O Trapalhão na Ilha do Tesouro.[carece de fontes?]
Pimentinha faleceu aos 66 anos de idade em 1992 na cidade de Itu. Em sua homenagem, foi fundada a escola Walter Seyssel em Itu.

## Filmografia
- O Trapalhão na Ilha do Tesouro (1975)